# Eltzi vár

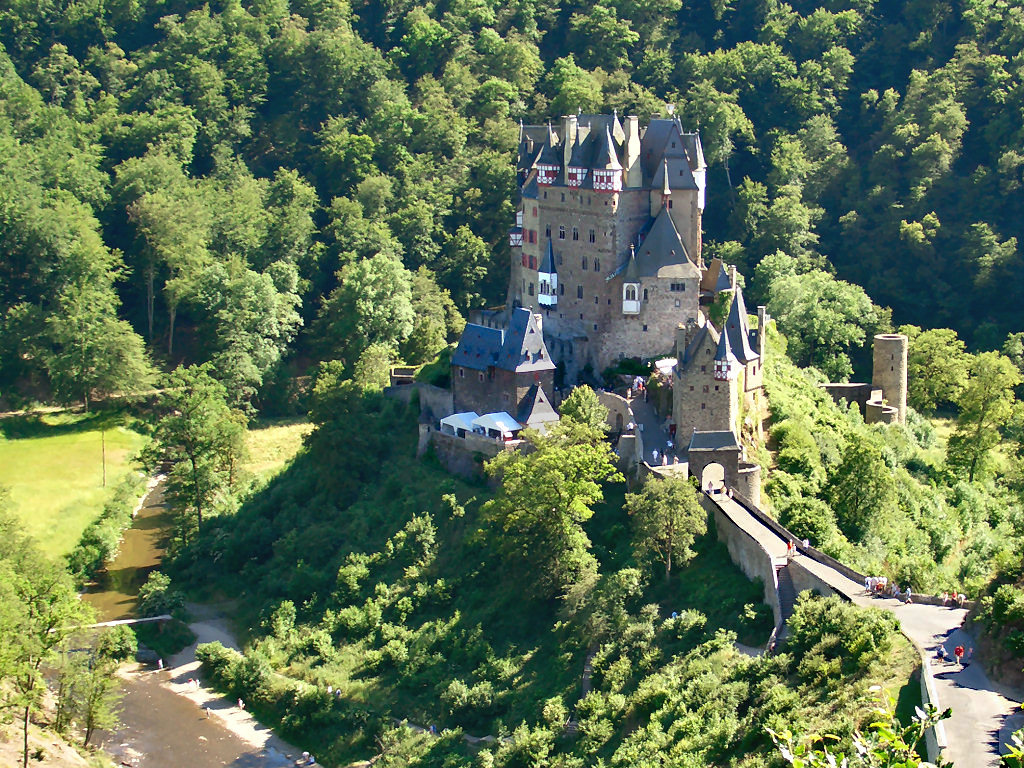
Az eltzi vár madártávlatból

Az eltzi vár Németországban, Rajna-vidék–Pfalz tartományban, Koblenztől körülbelül 20 kilométerre található déli irányban, Németország egyik legszebb váraként tartják számon. A vár az Elz folyó (a folyó neve egészen pontosan Elzbach, azaz szó szerint Elzpatak) völgyében épült. Bürresheim kastélyával együtt Eltz vára az egyetlen létesítmény az Eifelban, amelyet nem tudtak meghódítani, vagy elpusztítani. Sem a 17. vagy a 18. század háborúi, sem a nagy francia forradalmat kísérő társadalmi változások nem érintettek.

## Alapítás a középkorban

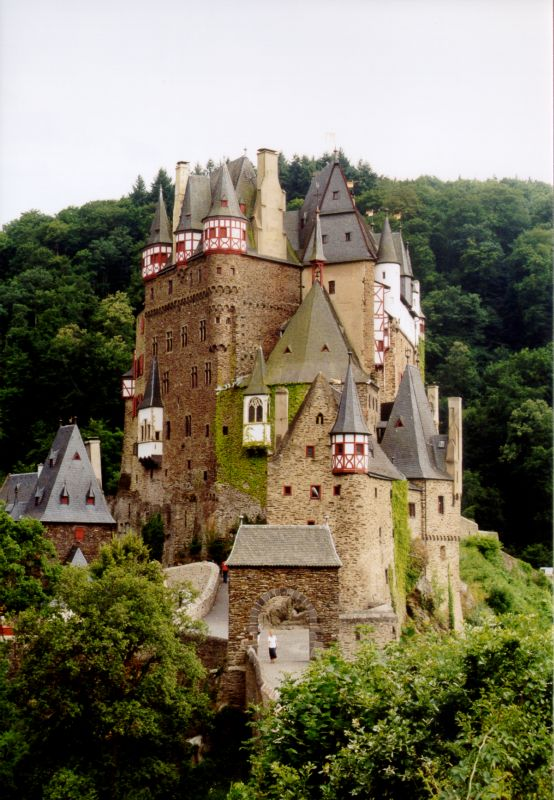
Eltz vára

A várat valószínűleg a 12. század elején építették. A név először 1157-ben került említésre I. Frigyes német-római császár ajándékozó oklevelében, amelyben "Rudolphus de Elze" mint tanú említésre került. A késő román stílusú vártorony és a román stílusú lakóház máig változatlanul megmaradtak. A várat azon út mellé építették, amely a Moselt összeköti az Eifel-hegységgel ill. a Májusmezőnek (Maifeld) nevezett síksággal. A várat három oldalról veszi körül az Elz, ami egy majdnem 70 méter magas, elliptikus formájú sziklára épült. A vár építői okosan alkalmazkodtak a szikla természetes alakjához, ennek köszönhető a vár részben szokatlan alaprajza.
Elz örökösei, Elias, Wilhelm és Theoderich még 1268 előtt felosztották egymás között a családi vagyont, a várat és a hozzá tartozó birtokokat. Innen eredeztethető a család későbbi három fő ága; a Rübenachok, Kempenichek és Rodendorfok. Ezután a várban az Eltz-ház több mellékvonala örökösi közösségben (Ganerbengemeinschaft) élt együtt. A vár különböző részei (részépítményei) még ma is ezen három vonal neveit viselik.

## Viszály Balduin von Trierrel
1331 és 1336 között került sor az egyetlen súlyosabb háborús viszályra, amelyben a várnak része volt. Az eltzi vita (Eltzer Fehde) néven elhíresült viszályban Eltz urai több szabad lovag társaságában védték a várat Balduin von Trier érsek és választófejedelem csapataival szemben. Miután a katapultokkal való lövetés sikertelen maradt, Trier érseke az Eltz vára fölötti sziklacsúcson ellenvárat építtetett, amely még ma is létezik romjaiban. Ezenkívül elvágtak minden a várhoz vezető utat, lehetetlenné vált az utánpótlás. A vár védői két álló évig kitartottak, de miután az utolsó gabonaszemet is megsütötték kenyérnek és a várvédők az éhségtől teljesen kimerültek, feladták a várat. A szabad lovagok (freie Reichsritter) el kellett, hogy ismerjék Balduint hűbéruruknak, így lemondtak abbeli jogukról, hogy csak a német-római császárnak tartoznak elszámolással (Reichsfreiheit). Balduin azonban Johann lovagot alattvalójaként újra kinevezte őrgrófnak.

## Kora újkor

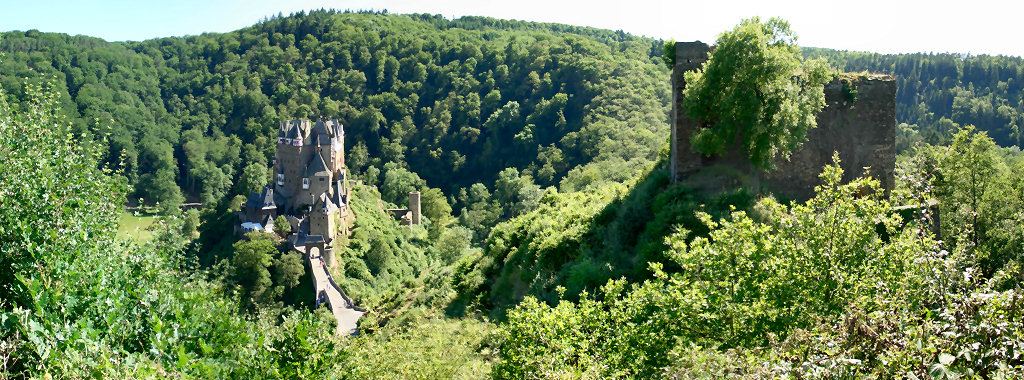
Az eltzi vár es Balduin ellenvára

1490 és 1540 között épültek fel az ún. rodendorfi házak. A házak udvar felé eső homlokzata egy három oszlopon nyugvó előcsarnokkal nyílik az udvar felé. Emellett az előcsarnok mellett található egy a vár külső falába ágyazott 19. századi Madonnamozaik. A kempenichi házakat 1604 és 1661 között építették az vár északi oldalán, ekkor épült a lépcső alatti kút is, amely az egész várkomplexum vízellátásáról gondoskodik.
III. Jakob von Eltz a trieri érsekség történetének egyik legjelentősebb választófejedelme volt. Tanulmányai után 1525. szeptember 15-én kanonoknak választották, majd 1547. október 13. káptalanfőnöknek, ezenkívül 1564-től a Trieri Egyetem rektora is volt. Végül 1567-ben Koblenzben Választófejedelemmé is választották.
Philipp Karl von Eltz 1686-ban lépett be a római magyar-német kollégiumba, majd a mainzi választófejedelem halála után Philipp Karl lett az utódja.
A pfalzi örökösödési háború idején 1688 és 1689 között a rajnai várak nagy része megsérült, egy részük elpusztult. Mivel a francia hadsereg egyik magas tisztje Hans Anton zu Eltz-Üttingen irányította a környékbeli hadműveleteket, meg tudta óvni a családi várat a pusztítás elől.
Hugo Philipp zu Eltz a rajnai francia uralom idején 1794 és 1815 között emigránsnak számított, ezért rajnai vagyonát elkobozták, a vár és a hozzá tartozó birtokok fölött a koblenzi francia parancsnokság rendelkezett.
Később Hugo Philipp hitelt érdemlően tudta bizonyítani, hogy nem emigrált, hanem Mainzban tartózkodott, így 1797-ben visszakapta a várat és a birtokokat, majd 1815-ben megvásárolta a Rübenachi házat és az Eltz-Rübenachi ág földbirtokait és így a vár kizárólagos tulajdonosa és ura lett.

## A vár restaurálása
A restaurálási munkákat Karl zu Eltz kezdeményezte és 1845 és 1888 között összesen 184 ezer márkát fordított felújításra, ez a vásárlóerő alapján számolva ma 8 millió eurónak megfelelő összeg lenne. 1920. szeptember 20-án a kempenichi ház dél részében tűz ütött ki és átterjedt a vár többi részére, a kápolna, a levéltár valamint a házak berendezései a láng martalékaivá váltak. Az újabb felújítási munkálatok 1930-ban zárultak le. A vár 800 éve családi kézben van, a mai tulajdonos Dr. Gróf Karl von und zu Eltz-Kempenich nyitotta meg a várat a nagyközönség előtt.

## Külső hivatkozások
- A vár hivatalos honlapja
- bejegyzés a várról az Európai Várak Intézetének (EBIDAT) adatbázisában
- Az Elzbach völgye és a vár